# باجا (سوهاج)
قرية باجا هي إحدى القرى التابعة لمركز سوهاج بمحافظة سوهاج في جمهورية مصر العربية. حسب إحصاءات سنة 2006، بلغ إجمالي السكان في باجا 7373 نسمة، منهم 3733 رجل و3640 امرأة.